# Silviu-Ioan Ciplea
Silviu-Ioan Ciplea (n. 3 ianuarie 1954) este un fost deputat român în legislatura 1990-1992, ales în județul Maramureș pe listele partidului FSN. Silviu-Ioan Ciplea a demisionat din Parlament pe data de 2 iunie 1992 și a fost înlocuit de deputatul Nicolae Filip.